# جيني ريتر
جيني ريتر (بالإنجليزية: Jennie Ritter) هي لاعبة كرة لينة أمريكية، ولدت في 1 يونيو 1984 في دكستر في الولايات المتحدة.